# Dora d’Istria

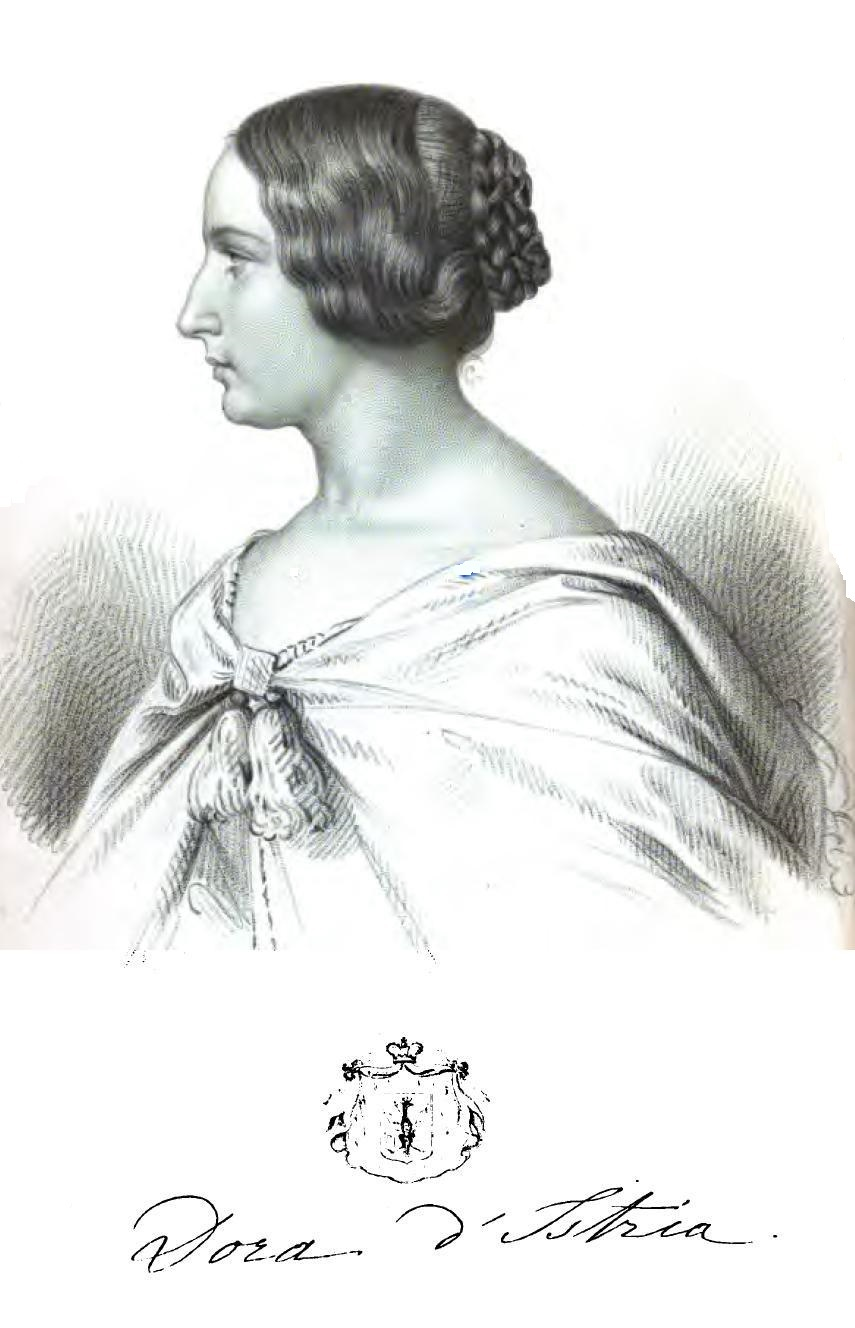
Dora d’Istria (Autor und Jahr unbekannt)

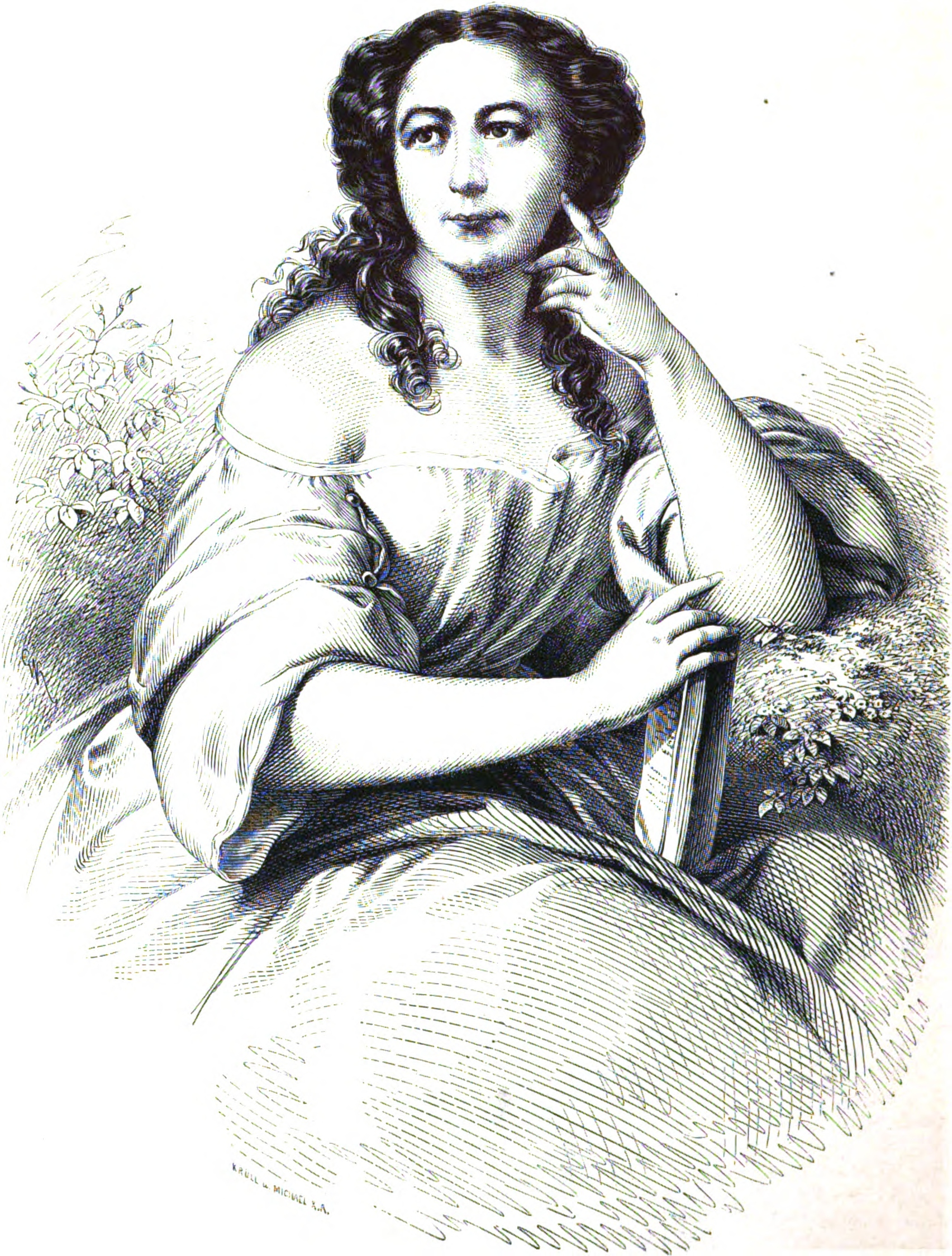
Graphik der Dora d’Istria eines unbekannten Autors in der Zeitung Freya von 1866

Dora d’Istria (Künstlername; geboren als Elena Ghica, albanisch Elena Gjika; später Elena Kolćova-Massalśkaja; * 22. Januar 1828 in Bukarest; † 17. November 1888 in Florenz) war eine rumänisch-albanische Schriftstellerin.

## Leben und Werk
Elena Ghica, Tochter des Fürsten Mihai Ghica und Nichte des damals regierenden Hospodars Grigore IV. Ghica, erhielt im elterlichen Haus eine sehr sorgfältige Erziehung, bei der auch auf Pflege der körperlichen Übungen sehr geachtet wurde. Zu ihrer weiteren Ausbildung ging sie 1840 in Begleitung ihres Vaters ins Ausland, zunächst nach Dresden, dann nach Wien, Venedig und Berlin, wo sie einst bei Hof eine glänzende Probe ihrer Kenntnis der altgriechischen Sprache ablegte.
1849 in die Heimat zurückgekehrt, vermählte sie sich mit dem russischen Fürsten Alexander Kolzow-Massalski und verlebte nun mehrere Jahre in Russland, meist in Sankt Petersburg. Sie vermochte sich aber weder an der Seite eines in den Anschauungen des Großrussentums und der Bigotterie der russisch-orthodoxen Kirche befangenen Gatten, noch am Hof des despotischen Zaren Nikolaus glücklich zu fühlen.
Da auch ihre Gesundheit unter dem russischen Klima litt, kehrte sie 1855 nach Übereinkunft mit ihrem Gemahl in den europäischen Westen zurück. Sie verweilte zunächst mehrere Jahre in der Schweiz, unternahm dann eine Reise nach Griechenland und ins Osmanische Reich und wandte sich schließlich nach Italien, wo sie eine Villa bei Florenz bewohnte – von Zeit zu Zeit jedoch ihren Aufenthalt durch größere und kleinere Reisen (wie 1880 nach Frankreich, Irland und Nordamerika) unterbrechend.
Als Schriftstellerin (unter dem Namen Dora d’Istria und meist in französischer Sprache) trat sie zuerst 1855 hervor und veröffentlichte seitdem eine Reihe von Schriften. Diese bekunden nicht nur ungemeine Sprachkenntnisse (sie verstand gründlich Rumänisch, Albanisch, Italienisch, Deutsch, Englisch, Französisch, Lateinisch, Alt- und Neugriechisch, Russisch), sondern auch eine auf wissenschaftlicher Grundlage und auf freisinniger Anschauung der religiösen und politischen Verhältnisse ruhende allgemeine Bildung sowie ein Talent der Darstellung, die als ungewöhnlich zu bezeichnen sind.
Im Allgemeinen hatte ihre Tätigkeit einen kosmopolitischen Charakter, doch betrachtete sie es als ihre Hauptaufgabe, den östlichen Ländern Europas die „Quellen der Zivilisation“ zu eröffnen und damit zugleich auch ihrem Geschlecht eine würdigere Stellung zu verschaffen. Ihr erstes Werk war La vie monastique dans l’Église orientale (Brüssel 1855), worin sie die Beseitigung der Klosterorden fordert. Hierauf folgte La Suisse allemande et l’ascension du Moench (Genf 1856, 4 Bde.), eine Schilderung von Land und Leuten der Schweiz mit dem anziehenden Bericht über eine von ihr 1855 ausgeführte Besteigung des Mönchs.
In der Schrift Les femmes en Orient (Zürich 1859, 2 Bde.) erklärt sie sich für die Emanzipation des weiblichen Geschlechts im Orient; in einer anderen Des femmes, par une femme (2. Aufl., Brüssel 1869, 2 Bde.), vergleicht sie die Lage desselben bei den romanischen Völkern und bei den Deutschen und verlangt mit energischen Worten die Gleichstellung von Mann und Frau.
Vor dem letztgenannten Werk waren von ihr Excursions en Roumélie et en Morée (Zürich 1863, 2 Bde.) erschienen, worin versucht wird, der Nachweis zu führen, dass Griechenland im Altertum dieselbe Aufgabe der Zivilisation zu erfüllen gehabt habe wie Deutschland in der modernen Welt.
Außerdem verfasste sie die Schilderung Au bord des lacs helvétiques (Genf 1861), die Novellen Fylétia e Arbenoré prèj Kanekate laoshima (Livorno 1867), Gli Albanesi in Rumenia, eine Geschichte der Fürsten Ghika im 17.–19. Jahrhundert (2. Ausg., Florenz 1873), und La poésie des Ottomans (2. Aufl., Paris 1877) sowie zahlreiche Abhandlungen über Literaturgeschichte, Poesie, politische, soziale und religiöse Fragen, über Geschichte, Kunst etc. in den angesehensten Journalen Frankreichs (besonders der Revue des Deux Mondes), Belgiens (Libre Recherche), Italiens (Diritto, Antologia nuova, Rivista europea etc.), der Schweiz, Griechenlands, Rumäniens und Nordamerikas.
Dora D’Istria kultivierte übrigens auch die Malerkunst und trug in Sankt Petersburg mit zwei Landschaften einen Preis davon. Sie wurde von zahlreichen gelehrten Gesellschaften, namentlich von den Akademien Italiens, zum Mitglied sowie vom griechischen Parlament zur Großbürgerin von Griechenland, sowie von verschiedenen italienischen Städten zur Ehrenbürgerin ernannt.

## Schriften (Auswahl)
- La vie monastique dans l’église orientale. Paris: Cherbuliez, 1855.
- Les femmes en Orient. 1: La Peninsule orientale. Zurich: Meyer et Zeller, 1859.
- Les femmes en Orient. 2: La Russie. Zurich: Meyer et Zeller, 1860.
- Die deutsche Schweiz. Land, Volk und Geschichte. Zürich: 1860 (1. Aufl. 1856, 3 Bde.).
- Une rencontre de voyage. Souvenirs de la Suisse ital. Paris: 1861.
- Excursions en Roumélie et en Morée. Zürich; Paris, 1863 (2 Bde.).
- Des femmes par une femme. Paris; Leipzig [usw.]: Lacroix & Verboeckhoven, 1865.
- Fylétia e Arberaré prèj Kanekate laoshima. En kethyeme ne Shkjipe Perèi D(imitri) C(amarda). Livorno: P. Vannini, 1867.
- Gli Albanesi in Rumenia. Storia dei principi Ghika nei secoli XVII, XVIII et XIX. Traduzione dal francese di B(artolomeo) Cecchetti. Firenze: Tip. editr. dell’Associazione, 1873.
- La poésie des Ottomans. Paris: 1877 (2. Auflg.).